# Förbud mot handikapp
Förbud mot handikapp var en vandringsutställning som producerades av den statliga myndigheten Riksutställningar, i samarbete med elever på Konstfack i Stockholm. Utställningen visades på ett tiotal orter mellan 1971 och 1973. Syftet var att belysa funktionshindrades villkor i samhället, men också för skapa en debatt om hur ett samhälle ska utformas för att fungera för alla.
Utställningen blev kontroversiell och väckte uppmärksamhet på flera vis. Bland annat för att besökarna fick möjlighet att åka rullstol genom utställningslandskapen och prova hur det kändes att vara funktionshindrad.

## Bakgrund
Under sent 1960-tal pågick en debatt om vilka möjligheter som fanns att förändra samhällets utseende för att göra vardagen lättare för funktionshindrade. Tanken var också att öka känslan av jämlikhet och delaktighet i samhället hos personer som hade någon form av handikapp.
Hösten 1969 jobbade en grupp på tio blivande inredningsarkitekter på Konstfack med ett terminsarbete som hade arbetsnamnet Katastrof i tunnelbanan. Syftet var att bidra till den redan pågående debatten kring funktionshindrades villkor i en tillvaro anpassad för personer utan handikapp.
Riksutställningar uppmärksammade elevernas arbete, som myndigheten betecknade som ”ett av de bästa inlägg som gjorts i handikappfrågan”. Ett samarbete föreslogs från Riksutställningars sida vilket ledde till en vandringsutställning med namnet Förbud mot handikapp.

## Tema
Konstfackeleverna ville ifrågasätta vad begreppet funktionshinder egentligen innebär och samtidigt rikta kritik mot samhället och samhällsmiljön som ofta skapade problem genom sin utformning. Inte bara funktionshindrade drabbades, ansåg eleverna, utan även grupper som inte kunde klassas som funktionshindrade i vanlig mening. Särskilt utsatta var barn, gamla, sjuka och fattiga, som blev mer eller mindre handikappade på grund av att samhällsmiljön var svårtillgänglig. Det moderna samhället bidrog till att faktiskt skapa handikapp, var elevernas hypotes.

Ur presentationen (utställningsmottagarnas bruksanvisning) av Förbud för handikapp:
Utställningen börjar med att visa hur fysiska hinder i bostads- och stadsplaneringen idag handikappar inte bara dem som sitter i rullstol eller är syn- och hörselskadade, utan även försvårar för gamla, rörelsehindrade och barn att utnyttja omgivningen. 
Elevarbetet omarbetades för att passa en vandringsutställning, samtidigt vidgades innehållet till att också omfatta arbetslivets villkor med bland annat ökande stress, tidsstudier och monotona arbetsuppgifter.
Riksutställningar uppmanade till lokala initiativ som komplement till visningarna av Förbud mot handikapp, bland annat föredrag, diskussioner, utställningar med lokal anknytning och bildvisningar. Myndigheten såg gärna också ett engagemang hos lokala föreningar, studiecirklar, handikapporganisationer och andra grupper för att granska hur den egna orten var utformad för att passa funktionshindrade, men gärna också intervjuer med lokala beslutsfattare om deras syn på frågan.
Riksutställningar tog också fram underlag för en miniversion av Förbud mot handikapp med namnet Lilla handikapp. Målgruppen var i första hand folkhögskolor där den enligt planen skulle fungera som en upptakt till studier i ämnet

## Produktion
Omarbetningen från terminsarbete till vandringsutställning påbörjades hösten 1970 och utfördes av konstfackeleverna Fredrik Holmquist, Eva Lamby, Per Lindroos, Jaan Zimmerman och Maria Åström i samarbete med Riksutställningars personal. Huvudansvariga på myndigheten var Gunnar Westin, chef för Riksutställningar, Ulla Keding Olofsson, produktionschef och de båda projektledarna Eva Persson, intendent och Gudrun Vahlqvist Hård, intendent.

### Besök i rullstol
Utställningen Förbud mot handikapp byggdes upp i Riksutställningars ateljé i Stockholm och bestod av realistiskt uppbyggda miljöer i olika rum som besökaren fick passera genom i rullstol, för att på så vis få uppleva hur det kändes att befinna sig situationer som en funktionshindrad kunde möta i hemmet, ute i gatumiljön och på arbetsmarknaden.
Bland annat bestod de olika hindren av en brevlåda som satt för högt, övergångsställen med höga trottoarkanter och butikshyllor som inte gick att nå för en person i rullstol.
Förbud mot handikapp pekade på brister i samhället inom kategorierna bostäder och arbetsplatser – bland annat stress och antal dödsfall och invalidiserade på arbetsplatsen.

Utdrag ur en av utställningstexterna:
Det är inte trappor eller trösklar på arbetsplatsen som hindrar dig som rullstolsbunden att få arbete. Vi äldre, handikappade, kvinnor eller vilka människor som helst – vi får inget arbete så länge som vi inte är lönsamma för arbetsköparna.

### Fem rum
Konkret bestod utställningen av fem olika rum, eller miljöer: vardagsrum, trafikdel, närbutik, arbetsdel och utställningens sista rum med förslag till förändringar som skulle göra att människor inte upplevde sig handikappade. I anslutningen till utställningen fanns sex skärmar med information om dåvarande organisationer för funktionshindrade, men även hur statliga verk och myndigheter arbetade med funktionshindersfrågan. Dessutom gavs exempel på vilken samhällsservice som kommunerna skulle erbjuda. Materialet på skärmarna sammanställdes av Björn Klarqvist och Erik Ransemar i samarbete med illustratörerna Chie Geijerstam och Gunilla Qvarnström.
Måtten på den färdiga utställningen var 720 gånger 990 centimeter. I samband med utställningen trycktes affischer i formatet 50 gånger 70 centimeter och 16-sidig katalog i A5-format. Affischen var resultatet av en gemensam idé hos konstfacksgruppen under vintern 1971. Grundkonceptet förvandlades till det färdiga motivet av Fredrik Holmquist i gruppen: ett förbudsmärke i form av en överstruken rullstolsburen person mot blå himmel. Formatet fastställdes till 50 gånger 70 centimeter.
Katalogen till Förbud mot handikapp gjordes i A4-format och 32 sidor i totalt 10 000 exemplar. Pris 1 kronor.

## Produktionsstopp
Försommaren 1971 stoppades utställningsproduktionen. Orsaken var, enligt boken Kultur i Rörelse – en historia om riksutställningar och kulturpolitiken (Broms, Göransson, 2012), att Riksutställningars ledning inte kunde acceptera utställningens tes att handikapp skapades av ett samhälles sociala och ekonomiska villkor, som en del av den politik som präglade samhället.
Dagens Nyheter rapporterade 1971-06-23:
En utställning om handikappade, ”Förbud mot handikapp”, har av politiska skäl stoppats av Riksutställningars arbetsutskott med dess ordförande generaldirektör Lennart Holm i spetsen.
Produktionsstoppet ledde till en lång och het debatt i framför allt Dagens Nyheter och Aftonbladet, där fokus lades på frågan om statlig censur och kulturpolitik.
Riksutställningars ordförande Lennart Holm pekades ut som ett hot mot yttrandefriheten i en debattartikel i Aftonbladet, 1971-06-29, med rubriken ”Systemet Lennart Holm”. Samme Lennart Holm fick ta emot ett större antal brev och telegram där synpunkter på stoppet framfördes. Handikapporganisationer framförde protester och krävde bland annat att utställningen skulle återupptas utan ”censur”. Från folkbildningorganisationer kom önskemål om att arbetet på utställningen skulle fortsätta eftersom innehållet skulle kunna användas i folkbildningens tjänst.

### Kritik från Göteborg
I Riksutställningars eget arkiv finns en kopia av ett fem sidor långt maskinskrivet brev från ”Handikappforskningen, medicinska fakulteten, Göteborg”, utan personlig signatur. Enligt anteckningar märkta L.H. rör det sig om en professor  Brattgård i Göteborg, som hade blivit ombedd av signatur L.H. att granska utställningen med sin sakkunskap. Brevet från Brattgård präglas av detaljrik och skarp kritik mot hur utställningen är utformad, bland annat får en stor del av miljöerna underkänt – köket, hissen, trottoaren-övergångsstället och butiksmiljön. En stor del av budskapet fokuserar på samhällspolitik, anser brevskrivaren och ifrågasätter de fakta som presenteras, men även hur arbetslivet påverkar personer med funktionshinder.

Slutomdömet blir:
Man har i flera väsentliga avseenden klart misslyckats och gjort så dåliga saker att de inte borde ha fått vara med i en seriös utställning/…/. Det är synd att man skall ”utnyttja” handikapp på detta sätt.
Brattgårds kritik sågas i sin tur av organisationen Anti-Handikapp i Lund i nummer 6, 1972, av publikationen Status:
Brattgårds granskning präglas av småskurenhet och kverulans. ”Förbud mot handikapp” är en idéutställning. Men istället för att ta upp de större sammanhang som är utställningens huvudsyfte, har Brattgård med illvillig avsiktligt uteslutande sett detaljer.

### Offentlig debatt
Lennart Holm försvarade Riksutställningars beslut att stoppa utställningen, bland annat i Dagens nyheter, 1971-07-02:
Vi var tvungna att fatta det sorgliga och impopulära beslutet att inte fortsätta produktionen av utställningen. Vi hade hoppats kunna ge människor en utställning där det fanns möjlighet att tolka problemet på olika sätt. VI har inte begärt att få några åsikter. VI har beställt en ”informativ” faktautredning om de handikappades fysiska situation.
Det var inget fel på utställningen, menade stadsantikvarie Bo Lagercrantz, även medlem i Riksutställningars styrelse. I en debattartikel under rubriken ”Censur eller anticensur”, publicerad 1971-07-10 i DN, skrev han bland annat:
Jag liksom Skolöverstyrelsens folkbildningsbyrå bedömer den planerade utställningen som mycket lovande i dess nuvarande skick. Det förfarande som praktiserats är blott ägnat att väcka ny oro för maktfullkomlighet och stelbenta institutionella styrningar.

### Protester mot ”censur”
En av protesterna mot stoppet kom från Alternativ stads handikappgrupp, Stockholm, 1971-06-23:
Det är ytterst viktigt att debatten förs ut till människor i allmänhet och till de handikappade i synnerhet. Denna debatt förs nu i regel över huvudena på de handikappade. Här fyller utställningen en viktig funktion. Vi kräver att utställningen distribueras i oförändrat skick.
En annan via ett telegram från organisationen Anti-Handikapp, Lund, grundad 1969:
Anti-Handikapp i Lund kräver att utställningen ”Förbud mot handikapp” utan ändringar frisläpps för visning. Stormötet den 28/6 1971
Riksförbundet för mental hälsa:
I vårt samhälle bör debatt och skilda åsikter få förekomma och framföras. Det är häpnadsväckande att Riksutställningar/…/söker förmå arbetsgruppen bakom utställningen att göra ändringar i denna.
Ytterligare ett exempel från Örnsköldsvik kommun genom pr-bibliotekarie Alf Engström:
Med förvåning har jag tagit del av artikeln i Dagens Nyheter om Handikapputställningen./…/Det är väl ändå inte meningen att Riksutställningars  politik ska baseras på Lennart Holms bild av verkligheten. (Se DN 23/6 1971). I så fall kommer det att bli klent beställt med medborgarnas möjligheter att få allsidig information i olika frågor från Riksutställningar. Om denna censurpolitik från Riksutställningars sida får fortsätta, så kommer sannolikt utbudet att bli färglöst och ointressant. Riksutställningar bör självfallet ha ett allsidigt utbud, där de kontroversiella utställningarna även ges utrymme. Det är ofta de för det etablerade samhället obehagliga utställningarna som väcker intresse, som skapar debatt – och som driver samhällsutvecklingen framåt. Det är den typen av utställningar som behövs i en levande demokrati. Försöker man strypa de utställningarna [som] måste man också vara medveten om att man stryper en del av demokratin.

## Tagning 2
Till sist gav de ansvariga på Riksutställningar med sig. Ett pressmeddelande 25 augusti 1971 inleddes med följande:
Vid sammanträde i Riksutställningars arbetsutskott den 24 augusti 1971 beslöts att arbetet på utställningen ”Förbud mot handikapp” skall återupptas. Detta beslut kom till stånd efter diskussioner under sommaren mellan den arbetsgrupp, som står för utformningen av utställningen, och Riksutställningars arbetsutskott. Diskussionerna har resulterat i att man kommit överens om att företa vissa detaljändringar i utställningen. Detta innebär dock inte att huvudinnehållet i utställningen har förändrats.
Dåvarande produktionschef Eva Persson berättar 20-talet år senare om händelsen i sin bok Utställningsform:
Utställningsmakarna gick segrande ut ur striden. De fann det för gott att acceptera några av de påbjudna förändringarna: ordet arbetsköpare ersattes med arbetsgivare, en liten kapitalist i kritstrecksrandig kostym togs bort och bilden av tjänstemannen på arbetsförmedlingen målades om så att han inte liknade AMS dåvarande generaldirektör Bertil Olsson (– på pricken. Han fortsatte att vara ganska lik!).
Turnén inleddes med att Förbud mot handikapp invigdes i Helsingborg.

## Turne
Förbud mot handikapp turnerade i två etapper på olika platser i Sverige. Den första upplagan mellan 1971 och 1973, innan den lades ner. Den andra upplagan startade 1976.

### Turnéplan

#### 1971
- Lund, akademiska föreningen 27/10–6/11
- Varberg, museet 14/11–28/11
- Nybro, stadsbiblioteket 4/12–12/12

#### 1972
- Alingsås, ABF 19/12–16/1
- Skövde, konsthallen 23/1–6/2
- Värnamo, kulturnämnden 13/2–27/2
- Karlskrona, Sociala centralnämnden 5/3–19/3
- Kalmar, Sociala centralnämnden 4/4–16/4
- Jönköping, Sociala centralnämnden 22/4–1/5
- Handen, bibliotek 7/5–21/5
- Gävle, museet 29/6–23/7
- Finspång, kommunstyrelsen 3/9–17/9
- Karlstad, ABF 24/9–8/10
- Örebro, socialbyrån, Handikapprådet 15/10–29/10
- Eskilstuna, HCK 5/11–19/11
- Västerås, DHR 26/11–10/12

#### 1973
- Falun, DHR 17/12–28/1
- Örnsköldsvik, biblioteket 4/2–17/2
- Strömsund, ABF 4/3–18/3
- Umeå, museet 25/3–8/4
- Skellefteå, kulturnämnden 15/4–29/4
- Malmberget, ABF 6/5–20/5
- Stockholm, Alternativ stad 26/5–17/6[19]

Cirka 75 000 personer beräknas ha besökt utställningen under turnén, skolbesök inräknade.
Efter sista anhalt skrotades utställningen. En andra etapp producerades några år senare på beställning av representanter för handikapprörelsen i Sverige och genomfördes av den ursprungliga arbetsgruppen konstfackelever, med bland andra Jaan Zimmerman.

## Reaktioner
Reaktionerna blev överlag starka och utställningen bidrog till att skapa debatt på de orter som besöktes. Innehållet i utställningen kompletterades med ett studiepaket riktat till skolor plus en version för folkhögskolor i hundra exemplar med arbetsmaterial för studiecirklar.
Sydsvenska Dagbladet Snällposten, 1971-10-27, rubrik ”Kontroversiell expo premiärvisas i Lund: En rullstol alla borde prova”:
Den här rullstolen borde alla prova. I den kan man för tio minuter vara handikappad./…/Runt i utställningen ska besökaren åka i rullstol. Det är inte helt nödvändigt. Men det är först då man upplever de alltför många vansinnigt utförda detaljerna som kan göra livet så besvärligt vanmakten och förnedringen./…/Och utställningen ger besökaren ingen ro./…/Det är en utställning som skjuter skarpt. Den ger inte handikappfrågan i allsidig belysning. Det är ett kritiskt debattinlägg, värt en rullstolsrunda.
En levande beskrivning gav Expressens artikel ”Utställningen där alla kan få uppleva hur det är att vara handikappad”:
Bilsirener och tjutande bromsar nafsar efter mig som galna hundar. Jag sitter i en rullstol, bullret växer, och jag skall försöka ta mig uppför en trottoarkant. Det är omöjligt. Jag rullar tillbaka och försöker igen. Rullar tillbaka och försöker igen. Bilarnas kromkäftar nafsar efter mig. Överallt tycker jag mig se ögon. Ögon som undrar hur det skall gå. Som om det gällde en olympiad och inte livet. Jag känner svettpärlorna i pannan. Hjärtat slår hårdare. Ändå är det här bara på låtsas. Jag har satt mig i en rullstol för att pröva hur det känns och för att uppleva utställningen ”förbud mot handikapp” på det enda riktiga sättet.
Utställningen blev i sin andra upplaga en plattform för Sveriges handikapporganisationer att ställa krav på förändring av samhället från. Svensk handikapptidskrift skrev i sitt nummer 4, 1976, under rubriken ”Förbud mot handikapp i hela landet!”.
Utställningen Förbud mot handikapp har börjat en landsomfattande turné. Denna turné kommer att pågå i första hand under två år. Ta med dig släkt, vänner och bekanta till utställningen när den kommer till din hemtrakt! Förbud mot handikapp är en viktig utställning där en samlad handikapprörelse står bakom kraven.
Västerbottens-Kuriren under rubriken ”Maning i utställning: Förbud mot handikapp, 1977-04-01:
”Förbud mot handikapp”, undrar någon. Det går väl inte. Jo, sade Gunnar Olofsson [Umeå läns handikappordförande] i sitt hälsningsanförande. Genom att anpassa samhället och miljön till alla människors nytta och behov går det. Vi vill att hinder som skapar handikapp tas bort.

## Ekonomi
Det finns lite olika uppgifter om vad Förbud mot handikapp kan ha kostat att producera. En av uppgifterna i Riksutställningars eget arkiv säger att produktionskostnaderna för budgetåren 1970 till 1972 summerades till totalt 81 200 kronor i dåtida pengavärde.
Den totala summan för att distribuera utställningen, till de olika orterna som den visades på, uppgick enligt en sammanställning till 48 898,56 kronor. ”Summan bör vara ganska exakt”, konstaterar utredaren.
2 000 kronor ville Riksutställningar ha av de lokala utställarna som ett bidrag till distributionskostnader och ersättning för försäkringspremie.

## Kuriosa
Fredrik Holmquist tog kontakt med 8 rullstolstillverkare för att få låna rullstolar till utställningen Förbud mot handikapp, två från varje tillverkare. Tillverkarna skulle också stå för eventuella reparationer. Sammanlagt behövdes 16 rullstolar varav 6 skulle användas som reserver.